# Hans Hermann Behr
Hans Hermann Behr (Köthen, 18 de agosto de 1818-San Francisco, 6 de marzo de 1904) fue un médico, entomólogo, botánico alemán, nacionalizado estadounidense.
Behr estudió medicina en las Universidades de Halle y de Berlín. En 1843, allí obtuvo el título de doctorado, y luego realizó exploraciones de historia natural a Australia, Asia y Sudáfrica. Hacia 1847 había acumulado grandes colecciones vegetales e insectiles. Tomó parte en la revolución de 1848 y tuvo que huir a Prusia. Fue inicialmente a Australia antes de emigrar a Estados Unidos, donde ejerció la medicina en San Francisco uniéndose a la «Escuela de Farmacia de California». Y fue vicepresidente de esa sociedad de 1887 a 1888. Fue curador de la «Academia de California de Ciencias», en 1894. Además de las publicaciones científicas, Behr escribió artículos y noticias de la poesía.

## Carrera en Estados Unidos
Tras emigrar a los Estados Unidos, Hans Hermann Behr se estableció en San Francisco, California, donde combinó sus actividades como médico con su pasión por la ciencia natural. Su experiencia como médico le permitió ganarse un lugar en la comunidad local, pero su verdadero impacto lo logró como naturalista.
Fue un miembro activo de la Academia de Ciencias de California, una institución con la que colaboró extensamente en la recopilación y clasificación de flora e insectos de la región. En 1894, asumió el cargo de curador de la Academia, lo que le permitió influir directamente en los estudios científicos de su tiempo. Durante su mandato, trabajó en la ampliación de las colecciones botánicas y entomológicas, logrando describir diversas nuevas especies de mariposas y otros insectos.
Además, Behr desempeñó un papel relevante en la educación científica como vicepresidente de la Escuela de Farmacia de California entre 1887 y 1888. Este rol le permitió formar a nuevos profesionales y consolidar su posición como un referente en la investigación y enseñanza de las ciencias naturales en la región.
Hans Hermann Behr también fue mentor de otros científicos destacados, como Mary Katharine Brandegee, a quien introdujo en los círculos científicos de la época, fortaleciendo así el desarrollo de la botánica y la investigación en California. Su legado científico se mantiene vivo a través de las especies que describió y las instituciones que ayudó a fortalecer.

## Eponimia
Una avenida de San Francisco está dedicada a él.
Género
- (Alliaceae) Behria Greene[3]

Especies
- (Caryophyllaceae) Silene behrii F.N.Williams[4]
- (Lamiaceae) Plectranthus behrii Compton[5]
- (Orchidaceae) Diuris behrii Schltdl.[6]
- (Orchidaceae) Scaphyglottis behrii (Rchb.f.) Benth. & Hook.f. ex Hemsl.[7]

## Algunas publicaciones
Publicó dieciséis artículos entomológicos, mayormente sobre Lepidoptera.
- hans hermann Behr. 1905. Report of the committee appointed to prepare and present an account of the life and services of Doctor Hans Herman Behr. Ed. California Academy of Sciences, 7 pp.
- -----------------------------. 1885]. Biological synopsis of California lepidoptera. 66 pp.
- -----------------------------. On certain butterflies of California: Our Californian Argynides. On Californian lepidoptera
- -----------------------------. Entomological contributions. 6 pp.